# Brålanda
Brålanda är en tätort i Vänersborgs kommun i Dalsland.
Tätorten är belägen cirka 24 kilometer norr om Vänersborg. I Brålanda finns en stor spannmålssilo som utvisar att det är centralorten för landsbygden på Dalboslätten, slättområdet i södra Dalsland ned mot Vänern. Genom Brålanda går E45.  Brålanda kyrka ligger dock cirka en kilometer norr om tätorten helt nära Europavägen och vid Frändeforsån. 

## Historia
Orten växte snabbt till sedan järnvägen Bergslagsbanan (BJ) drogs fram genom Dalsland på 1870-talet. 
Orten kan sägas vara ett typiskt järnvägssamhälle som växte upp kring en järnvägsstation. Järnvägsstationen är dock nerlagd och hotades på 1970-talet av rivning. Brålandaborna motsatte sig dock kommunens beslut och stationen används idag som umgängeslokal och bostäder.
Brålanda är beläget i Brålanda socken och ingick efter kommunreformen 1862 i Brålanda landskommun där för orten 23 maj 1923 inrättades Brålanda municipalsamhälle som sedan upplöstes 31 december 1956. Sedan 1974 ingår Brålanda i Vänersborgs kommun.

### Befolkningsutveckling
| Befolkningsutvecklingen i Brålanda 1960–2020 | Befolkningsutvecklingen i Brålanda 1960–2020 | Befolkningsutvecklingen i Brålanda 1960–2020 | Befolkningsutvecklingen i Brålanda 1960–2020 | Befolkningsutvecklingen i Brålanda 1960–2020 |
| -------------------------------------------- | -------------------------------------------- | -------------------------------------------- | -------------------------------------------- | -------------------------------------------- |
|                                              |                                              |                                              |                                              |                                              |
| År                                           |                                              |                                              | Folkmängd                                    | Areal (ha)                                   |
| 1960                                         | 1960                                         |                                              | 833                                          |                                              |
| 1965                                         | 1965                                         |                                              | 875                                          |                                              |
| 1970                                         | 1970                                         |                                              | 1 143                                        |                                              |
| 1975                                         | 1975                                         |                                              | 1 564                                        |                                              |
| 1980                                         | 1980                                         |                                              | 1 653                                        |                                              |
| 1990                                         | 1990                                         |                                              | 1 641                                        | 150                                          |
| 1995                                         | 1995                                         |                                              | 1 551                                        | 153                                          |
| 2000                                         | 2000                                         |                                              | 1 478                                        | 153                                          |
| 2005                                         | 2005                                         |                                              | 1 472                                        | 153                                          |
| 2010                                         | 2010                                         |                                              | 1 385                                        | 152                                          |
| 2015                                         | 2015                                         |                                              | 1 521                                        | 183                                          |
| 2020                                         | 2020                                         |                                              | 1 538                                        | 190                                          |
|                                              |                                              |                                              |                                              |                                              |

## Näringsliv
Trakten kring Brålanda är traditionellt en jordbruksbygd och jordbruket är fortfarande en av de viktigaste näringarna i området. På senare tid har även stora satsningar gjorts för att öka produktionen av förnyelsebar energi i form av vindkraft och biogas. Däribland projektet Biogas Brålanda.
Historiskt sett har Topp Livsmedelsprodukter, tidigare Toppfrys, varit en av de större arbetsgivarna på orten. Företaget, som främst producerar djupfrysta grönsaker och  pommes frites, startades redan 1969 av Carl Axel Topp. Sedan dess har företaget genomgått en rad ägarbyten och rekonstruktioner. Finska Chips-koncernen, som ägt företaget sedan 2000, beslutade om nedläggning av verksamheten i Brålanda under 2007. Sedan dess drivs delar av verksamheten under namnet Topp i Brålanda AB medan produktionen av djupfrysta ärtor, som alltid varit en viktig del av verksamheten, drivs under namnet Toppfrys AB. Båda bolagen ägs av lokala intressenter. Vägkrogs- och motellkedjan Rasta hade tidigare sitt huvudkontor i Brålanda och Riks-Rasta är den första Rasta-anläggningen.
Enskilda banken i Vänersborg öppnade ett kontor i Brålanda den 2 april 1907. Dalslands bank hade kontor i Brålanda från dess start 1918. Sparbanken i Vänersborg öppnade ett kontor i Brålanda år 1942, samma år som Dalslands bank köptes av Skandinaviska banken. Vänersborgsbanken uppgick året därpå i Svenska Handelsbanken som den 1 april 1947 överlät kontoret i Brålanda till Skandinaviska banken. Brålanda hade även en jordbrukskassa, Sundals jordbrukskassa, senare Föreningsbanken Brålanda.
SEB fanns kvar i Brålanda fram till år 2000 när kontoret lades ner. År 2010 stängde även Swedbank varefter Brålanda inte längre hade några bankkontor.

## Evenemang
Tomteparaden i Brålanda är en årlig parad som genomförts sedan 1952. Vid 50-årsjubileet 7 december 2002 kom paraden med i Guinness Rekordbok som paraden med störst antal tomtar. Det året var över 2870 tomtar registrerade i paraden.

## Sport
Brålandas fotbollslag grundades 1909 och spelar i Division 3 nordvästra Götaland. SK Granan har verksamhet inom , skidor, MTB , terränglöpning och triathlon.